# Egy közülünk (Lost)
Az Egy közülünk egy epizód a Lost c. televíziós sorozatban.

## Cselekmény
Az oldalon lévő leírásokat a lost.click.hu készítette.
|  | Alább a cselekmény részletei következnek! |

Kate, Sayid, Juliet, és Jack haladnak vissza a partra. Jack úgy dönt, hogy megpihennek. A doki elmagyarázza Kate-nek, hogy az alku, amit Bennel csinált helyesnek tűnt. Ő segít a fickón, Ben pedig hazajuttatja. Sayid eközben kérdezgetni kezdi Juliet-et a kilétéről, de a nő egy szót sem szól, mert tart az igazi főnökétől. Jack elmondja Sayidnek, hogy Juliet a védelme alatt van.
Az első visszaemlékezésben Juliet megérkezik egy privát repülőtérre. Richard Alpert és Ethan Rom már a helyszínen várják. Közlik a lánnyal, hogy innen már ők kísérik tovább. Juliet megígérni Rachelnek , hogy a baba születése előtt vissza fog jönni.
A parton Charlie hallja Aaron sírását és odamegy megnézni Claire miért nem nyugtatja meg. A srác eszméletlen állapotban találja a lányt és próbálja felkelteni. Amikor a lány magához tér Charlie szeretné megtudni, miért nem ébredt fel a gyerek sírásra. Claire azt mondja, hogy nem érzi jól magát, úgyhogy Charlie felajánlja, hogy gondoskodik Aaronről. a dzsungelben a dokiék tovább haladnak a part felé. Juliet fél, hogy a többi túlélő ki fogja kezdeni, amiért a Többiek egy rész volt. Jack próbálja megnyugtatni.
A következő visszatekintésben a repülőtéri terminálban Ethan ellenőrzi Juliet egészségi állapotát. Alpert egy pohár narancslébe belekever egy kis altatót és megkéri Juliet-et, hogy igya meg, mert az út fárasztó lehet. Juliet nem érti miért kellene aludnia, hiszen a papírokban nyilatkozott, hogy semmi információt nem fog senkinek elmondani. Alpert közli a lánnyal, hogy sok utast látott már kikészülni az út alatt és így Julietnek is könnyebb lesz. Juliet lehúzza a narancslét és elalszik. Később egy tengeralattjárón tér magához leszíjazva. Ethan köszönti és amikor eloldozza, közli a lánnyal, hogy megérkeztek. Julit felmegy a felszínre és egy csodálatos táj fogadja. Na és persze Benjamin Linus, aki rögtön be is mutatkozik Julietnek.
A parton Hurley próbál rizskását főzni, de Charlie bele kotnyeleskedik. Közben Claire felébred és szörnyű fejfájásra panaszkodik. Sawyer elindul aszpirinért amikor meglátja a dokit , aki társaival visszatért. A túlélők üdvözlik őket. Sawyer örül, hogy ismét átölelheti a pulykatojást, de a kedve gyorsan tovaszáll, amikor a látómezejébe kerül Juliet.
Juliet ül a parton és megjelenik Hugó. A lány úgy véli, hogy Hurleyt küldték, hogy szemmel tartsa őt. Hurley felhívja Juliet figyelmét, hogy akit utoljára küldtek a többiek kémkedni az nem messze van elkaparva.
A következő visszatekintésben Juliet beszédbe elegyedik Bennel. Azt mondja neki, hogy a szigeten minden egyes terhes nő képtelen világra hozni a gyermekét, mert azelőtt meghalnak. Ez a probléma a fogantatáskor léphet fel és nem lehet ellene tenni semmit. Az előző alanya épp pár perce halt meg a szülő asztalon. Talán ha ezeket az anyákat elvinnék Miamiba, akkor megoldható lenne a probléma. Ben közli Juliettel, hogy senkit nem visznek el a szigetről. Juliet elmondja, hogy a nővére hamarosan szül és szeretne haza menni, de Ben tudatja vele, hogy nem lesz baba, mert Rachel rákja visszatért. Hogy bizonyítsa állítását, egy köteg orvosi leletet nyújt oda Julietnek, aki kiakad. Ben választás elé állítja a nőt, vagy hazamegy és a nővérével lesz utolsó óráiban, vagy itt marad és segít az anyák problémáin és akkor Jacob gondoskodni fog Rachelről és meggyógyítják.
A tábornál Jack próbálja meggyőzni a többi túlélőt, hogy Juliet már közéjük tartozik, mert a társai hátrahagyták, de többekben kétség lép fel. A nagy vitában Charlie figyelmezteti a dokit, hogy Claire rosszul lett. A lányt azonnal felteszik egy asztalra és Jack próbálja kezelni. Juliet félrehívja Jacket és Kate-et és azt mondja nekik, hogy tudja, hogy mi Claire baja, mert ő tette ezt vele. Amikor Ethan beszivárgott a táborba, akkor Claire elrablása magán akció volt, mert a túlélők felfigyeltek, hogy Ethan nincs az utaslistán és bepánikolt. Eredetileg csak vért kellett volna vennie a lánytól. Juliet tudatja a dokival, hogy a szigeten a terhes nők elhaláloznak és erre kerestek megoldást. Claire is veszélyben volt ezért kifejlesztettek egy szérumot, amivel megoldották a problémát, így Claire világra hozhatta a babát. Ám most Claire szervezete hiányolja a szérumot és ha nem kapja meg időben abba lány belehal. Jack beleegyezik, hogy Juliet elmenjen a szérumért. A háttérben Sawyer és Sayid tanácskoznak, hogyan
Juliet, Goodwinnal van az ágyban. Pár perc múlva kopognak az ajtón. Karl átnyújt pár röntgen felvételt a lánynak. A felvételen egy gerinc felvétel látszik. Juliet rájuk néz és tudja, hogy van egy hatalmas problémájuk. Juliet odasétál Ben házához és azt mondja neki, hogy van egy daganata. Avval vádolja őt, hogy hazudott neki éveken keresztül a nővérével kapcsolatban és talán már meg is halt a rákban. Juliet felhívja Ben figyelmét, hogy azt állította, hogy a szigeten senki nem kaphat semmiféle betegséget, de hogy bírná meggyógyítani Rachel rákját miközben nem tudja meggyógyítani a sajátját. Ben tagadja, hogy tudott volna a betegségéről, de biztosra állítja, hogy Rachel egészséges. Juliet kifakad és mindenáron haza akar menni a testvéréhez. Ben ebbe nem megy bele.
Juliet elmegy a dzsungelbe a szérumért. Sayid és Sawyer követik, mert válaszokat akarnak. Juliet azt mondja nekik, hogy nincs idejük, mert Claire életveszélyben van. Sawyerék nem hallgatnak rá, de ekkor Juliet kioktatja a túlélőket. Felhívja a figyelmüket például arra, hogy Sayid mit tett Barsában és hogy Sawyer hogyan lőtt le egy embert hidegvérrel, egy nappal azelőtt, hogy gépre szállt volna. Az az utolsó dolog, amit akarnának, hogy Claire vére a kezeiken száradjon. Juliet visszatér a partra és beadja Clairenek a szérumot. Jack figyelmezteti ezek után: ha történik valami a lánnyal, már nem tud kiállni érte.
A repülőgép katasztrófájának napján a szigeten: Julie odamegy a tükör elé és elmosolyodik az andalító zene hallatán. Nem sokra rá a sütő elkezd csipogni és a lány odasiet. Amikor kiveszi a tepsit a sütőből, az megsüti a kezét és a tepsi leesik a földre. A muffinok szétgurulnak. Ezután valaki csenget és a nő ajtót nyit. A lány közli a vele szemben álló idősebb nővel, hogy megégette a kezét… és odaégtek a muffinjai. Az idős nő és a lány lenéznek a teraszról és figyelik, ahogy egy fickó szerelgeti a gázvezetéket. A következő jelenetben egy kis társaságot látunk, akik irodalmi csevejt folytatnak. Egy fickó, akit Adam-nak hívnak szóvá teszi Julie-nak, hogy amelyik irodalmi művet elemzik abban nincs benne metafora. A számokról meg a vallásos hókuszpókuszokról szól az egész. Ez egy tudományos-fantasztikum. Adam megjegyzi, hogy most már megérti miért nem kíváncsi ezekre a beszélgetésekre Ben. Julie ezt hallva kiigazítja Adam-at, hogy ő a házigazda és ő választja ki a könyvet. Jelenleg ez a kedvence, szóval nem érdekli, hogy akár Adam, akár Ben ki nem állhatja. A vita során elkezd remegni a szoba és mindenki bepánikol. A szobából kirohannak az emberek, ahol már jó páran figyelik az eseményeket. Julie felfigyel Henry Gale-re, akit már jól ismerünk a 2. évadból. Henry kijön az egyik épületből és meg szeretné tudni milyen zajt hallott. Az emberek felfigyelnek egy repülőgépre ami 3 felé szakad a levegőben és lezuhan a szigetre. " Ez az Oceanic Airlines 815-ös járata. " Henry azonnal magához hívatja Goodwint és közli vele, hogy keresse meg a farokrészt. Ha fut, egy órán belül ott lehet a parton. Majd Ethanre kerül a sor. Henry azt mondja Ethan-ak, hogy ő menjen a törzshöz. Lehetnek túlélők, és ő egy lesz egy közülük. Egy utas… be lesz pánikolva. Henry azt javasolja neki, hogy találjon ki valami történetet, ha kérdezősködnének. Maradjon csöndben, és figyeljenek. Tanuljanak. Ne keveredjenek bele semmibe. Henry szigorúan a tudtukra adja, hogy egy listát akar 3 napon belül. Ethan és Goodwin útnak ered. Henry megjegyzi Julie-nak, hogy úgy tűnik már nem a könyvklub tagja.
Juliet megsértődik, de Ben közli vele, hogy mutatnia kell valamit, de egy sétára lesz szükségük. Ben elvezeti Juliettet a Flame állomásra. Mikhail ott van, és Ben azt mondja neki, hogy részletes fájlokat akar minden utason. Azután Mikhail bekapcsol egy élő videóközvetítést. Egy újság közelképére figyel fel Juliet az aktuális dátummal. Nem sokra rá képbe kerül Juliet nővére és az ő 2 éves fia Julian. Ben azt mondja Julietnek, hogy Rachel rákját meggyógyították. Juliet örömkönnyeket hullat, de most még elszántabb, hogy haza menjen. Ben tudatja vele, hogy tovább kell folytatni a terhes anyákon való kutatásokat és most hogy lezuhant az Oceanic Airlines 815-ös járata, újabb lehetőségek nyílnak.
A tábornál Claire felébred. Jobban érzi magát és a doki megnyugtatja Juliettet, hogy egyes túlélők már el is fogadták, mivel segített Claire-n. A doki átad pár hasznos sátor holmit a lánynak. Jack közli a lánnyal, hogy nemsokára mindenkinek válaszokra lesz szüksége. Juliet megkérdezi, hogy Jack miért bízik benne és nem kér válaszokat. A doki elmondja, hogy amikor a tengeralattjáró felrobbant, látta a szemében, hogy ő mindennél jobban el akart kerülni a szigetről és véleménye szerint ez az ami közülük valóvá teszi.
A következő visszatekintésben pár nappal korábbi eseményeket figyelhetünk meg. Juliet és Ben megvitatják a terveiket. A lényeg az, hogy Juliet oda fogja bilincselni magát Kate-hez és azt fogja mondani, hogy őt is elgázosították és otthagyták, mint kiközösítettet. Ha Kate rájön hogy hazudik, akkor Juliet azt fogja mondani, hogy ez volt az egyetlen mód volt, hogy elnyerje Kate bizalmát.
Kiderül, hogy amikor Claire-t elrabolták, akkor beültettek neki egy kapszulát, ami most fog aktiválódni és fura tüneteket fog mutatni. Mire Juliet odaér a táborhoz, neki lesz egy jó pozíciója, hogy elnyerje a túlélők bizalmát. Mindenről gondoskodtak, Pryce a szérumot már elrejtette egy találkozási pontnál, Julietnek csak annyi a dolga, hogy megkeresi a helyet és a szérumot elviszi a lánynak. Jack engedni fogja, hiszen Juliet már elnyerte a bizalmát. Ben tudatja a lánnyal, hogy 1 hét múlva ismét találkoznak.
Bár Juliet kijelenti, hogy Claire volt az egyetlen nő, aki szült a szigeten, de Danielle Rousseau szintén világra hozta Alexet. Benjamin Linus szintén azt állítja, hogy a szigeten született.
|  | Itt a vége a cselekmény részletezésének! |